# Elezioni presidenziali in Algeria del 1999
Le elezioni presidenziali in Algeria del 1999 si tennero il 15 aprile. Esse videro la vittoria di Abdelaziz Bouteflika del Fronte di Liberazione Nazionale, che sconfisse l'indipendente Ahmed Taleb Ibrahimi.

## Risultati
| Candidati            | Partiti                            | Voti       | %     |
| -------------------- | ---------------------------------- | ---------- | ----- |
| Abdelaziz Bouteflika | Fronte di Liberazione Nazionale    | 7 445 045  | 73,76 |
| Ahmed Taleb Ibrahimi | Indipendente                       | 1 265 594  | 12,54 |
| Abdallah Djaballah   | Movimento per la Riforma Nazionale | 400 080    | 3,96  |
| Hocine Aït Ahmed     | Indipendente                       | 321 179    | 3,18  |
| Mouloud Hamrouche    | Indipendente                       | 314 160    | 3,11  |
| Mokdad Sifi          | Indipendente                       | 226 139    | 2,24  |
| Youcef Khatib        | Indipendente                       | 121 414    | 1,20  |
| Totale               | Totale                             | 10 093 611 | 100   |